# Kimmy Robertson
Kimmy Robertson, född 27 november 1954 i Hollywood, Los Angeles, Kalifornien, är en amerikansk skådespelerska mest känd för att ha spelat Lucy Moran i TV-serien Twin Peaks. Innan skådespelarkarriären tog fart jobbade hon som balettdansös.
Hennes gälla röst har också lett till ett flertal uppdrag som röstläsare i tecknade filmer, däribland Disneys filmatisering av Den lilla sjöjungfrun.

## Filmografi

### Filmer
- 1982 - Amerikas sista oskuld - Rose
- 1989 - Älskling, jag krympte barnen - Gloria Forrester
- 1989 - Den lilla sjöjungfrun - Alana (röst, ej krediterad)
- 1991 - Säg inte till mamma att barnvakten dött - Cathy
- 1991 - Skönheten och odjuret - Featherduster (röst)
- 1997 - Speed 2: Cruise Control - Liza

### TV-serier
- 1989 - Våra värsta år - Molly, 1 avsnitt
- 1990-1991 - Twin Peaks - Lucy Moran, 25 avsnitt
- 1991 - Röster från andra sidan graven - Lisa, 1 avsnitt
- 1992 - Simpsons - Samantha Stanky, 1 avsnitt (röst)
- 1995 - Cityakuten - Arlena, 1 avsnitt
- 2001-2002 - Hos Musse - Feather Duster, 4 avsnitt
- 2017 - Twin Peaks - Lucy